# Spichernstraße (métro de Berlin)
Spichernstraße est une station des lignes 3 et 9 du métro de Berlin, située dans le quartier de Wilmersdorf.

## Situation
Sur la ligne 3, la station est située sous la rue homonyme entre Augsburger Straße au nord-est, en direction de Warschauer Straße et Hohenzollernplatz au sud-ouest, en direction de Krumme Lanke. Elle comprend deux voies et deux quais latéraux.
Sur la ligne 9, elle est située sous la Bundesallee entre Kurfürstendamm au nord, en direction de Osloer Straße et Güntzelstraße au sud, en direction de Rathaus Steglitz. Elle comprend un quai central encadré par les deux voies de circulation.

## Histoire
Pour permettre le passage entre la ligne AII/BII (aujourd'hui ligne 3) et la ligne G (aujourd'hui ligne 9) nouvellement construite, deux plateformes à deux quais sont construites. La station Spichernstraße est mise en service le 2 juin 1959, alors que celle de Nürnberger Platz, toute proche, est en même temps fermée, avant d'être remplacée par la station Augsburger Straße deux ans plus tard.

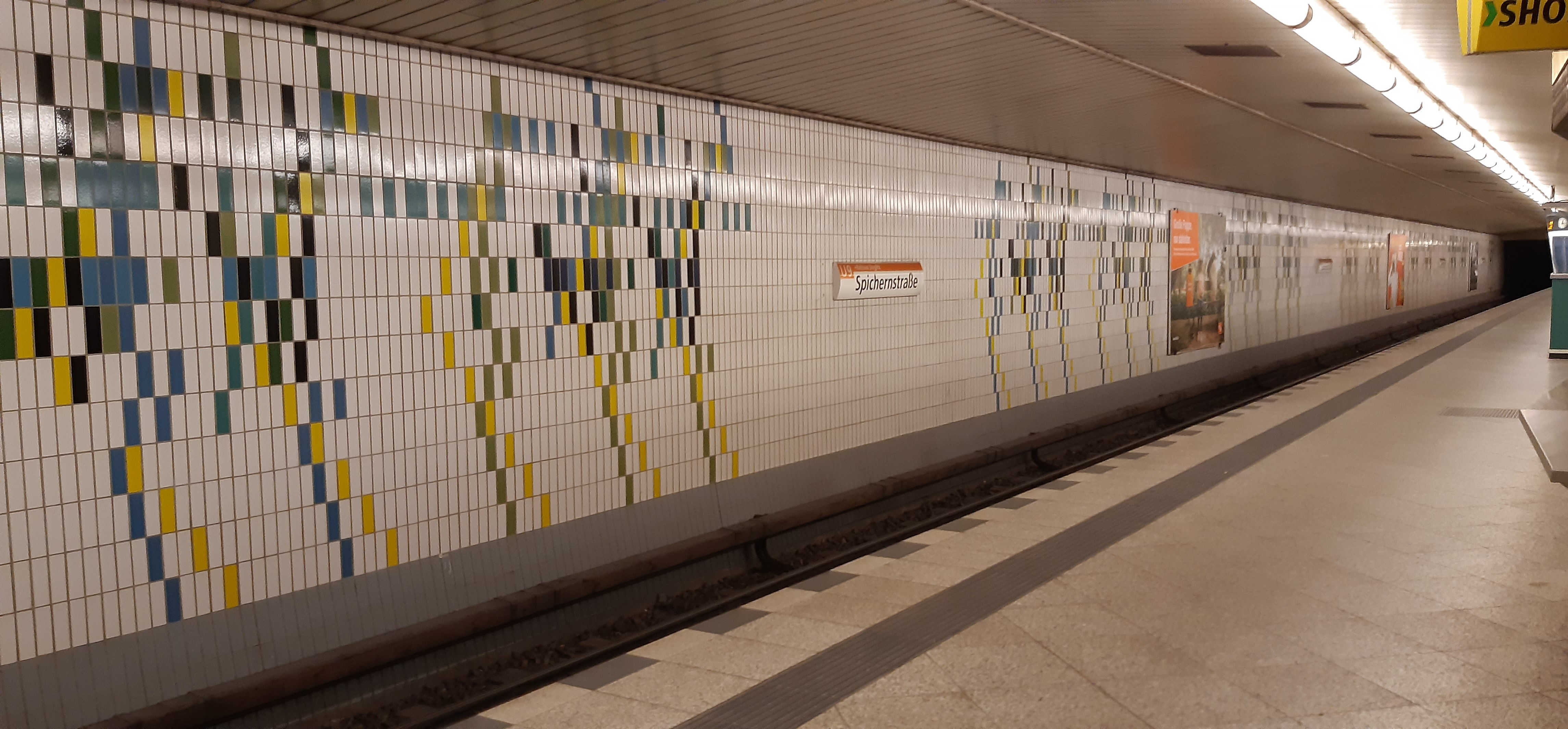
Quai de la ligne 9

La station de la ligne 9, dont la décoration en carrelage bleu est dessinée par Bruno Grimmek, est ouverte le 28 août 1961 sous le nom de Spichernstraße (Bundesallee). De 1961 à 1971, cette station est un terminus où on ne peut pas faire demi-tour. Toutefois deux voies côte à côte le permettent jusqu'à la rénovation de la station dans les années 1980.
En 1986 et 1987, un nouveau carrelage est posé. Selon les plans de Gabriele Stirl, des carreaux blancs sont installés avec des motifs colorés qui forment la partition d'un morceau de musique, pour symboliser la présence du lycée de Joachimsthal, bâtiment de l'université des arts de Berlin.
En 2013, des travaux d'accessibilité sont entrepris, notamment l'installation de deux ascenseurs.

## Service des voyageurs

### Accueil
La station possède huit bouches dont deux sont équipées d'ascenseurs, permettant l'accès des personnes à mobilité réduite.

### Intermodalité
La station est en correspondance avec la ligne d'autobus no 204 de la BVG.